# Quinto al Mare
Quinto al Mare (anche abbreviato in Quinto) è un quartiere residenziale di 8 109 abitanti del comune di Genova, compreso nel Municipio IX Levante. Fu comune autonomo sino al 1926, quando venne aggregato alla Grande Genova.
Situato nella parte orientale della città, subito dopo Quarto dei Mille (da dove partì la notte fra il 5 e il 6 maggio 1860 la spedizione dei Mille guidata da Giuseppe Garibaldi), il quartiere è stretto tra il mare e le ultime pendici del monte Fasce che prendono il nome di monte Moro.
Confina con Nervi, un tempo località di villeggiatura per il suo clima particolarmente mite e confine naturale del vicino comune di Bogliasco a levante, e con Quarto dei Mille a ponente.
Quinto al Mare è sede di alcuni fra i più rinomati stabilimenti balneari cittadini e di alcuni locali caratteristici in cui è possibile gustare le specialità della cucina ligure

## Geografica fisica
Si estende ai piedi delle pendici del monte Fasce e del monte Moro. Da questi scendono i torrenti detti Rio Bagnara, che sfocia nella omonima spiaggia, e Rio San Pietro, che prende il nome dalla parrocchiale. Le vallette a monte sono attraversate dai viadotti dell'autostrada A12.

## Storia

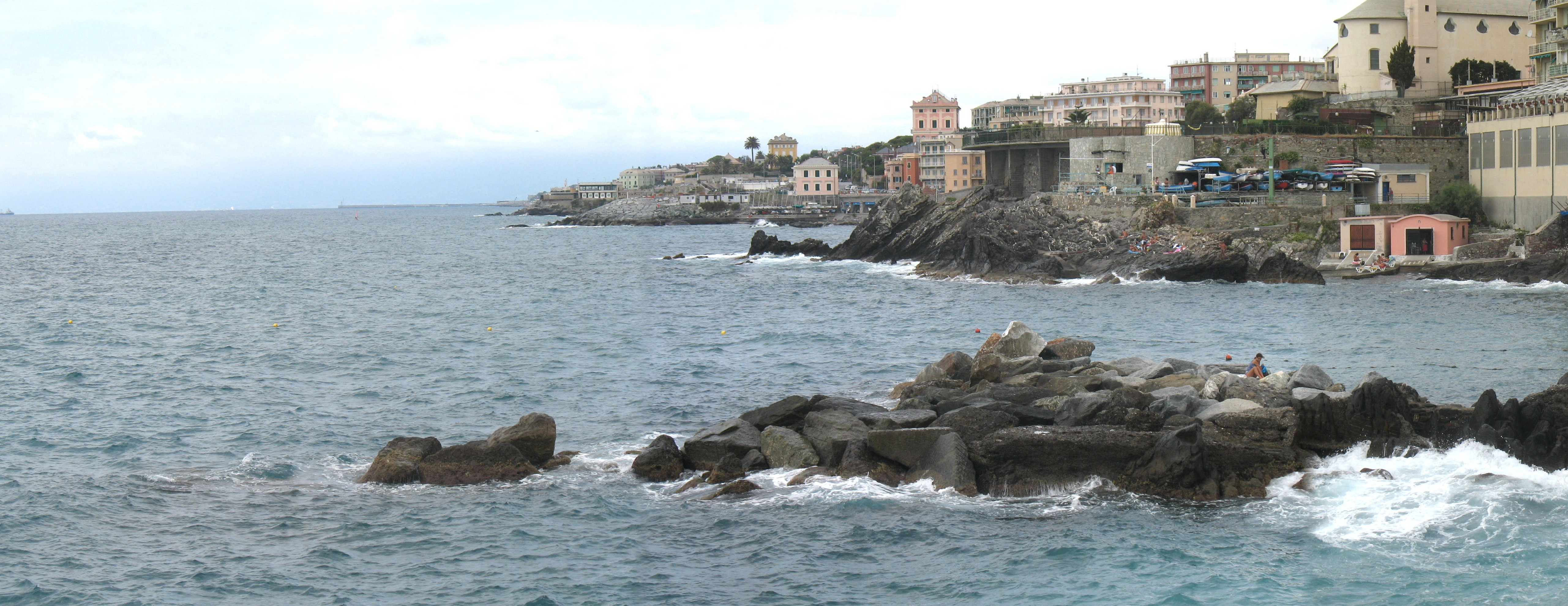
La scogliera e la spiaggia dello Scalo

La località deve il nome alla collocazione al quinto miglio da Genova lungo la via medioevale, chiamata oggi "via Antica Romana", che portava verso la riviera di levante e la Toscana, che attraversa il quartiere poco più a monte rispetto alla strada statale 1 Via Aurelia.
Nel 1033 il paese ottenne lo status di comune. Inserito nei territori della Repubblica di Genova il borgo di Quinto fu sottoposto alla podesteria del Bisagno e, nel 1606, nel successivo capitaneato.
Lo storico Agostino Giustiniani riporta che gli abitanti della zona, più volte attaccati da incursioni dei saraceni, eressero in loco una fortezza, presso la quale, sul finire del XIV secolo, si scontrarono le fazioni liguri dei Fieschi (appartenenti alla corrente dei guelfi) e degli Adorno (che appartenevano ai ghibellini). La battaglia si risolse con la vittoria dei Fieschi, che occuparono il fortilizio, uccidendo tutti coloro che vi si trovavano dentro. La costruzione fu smantellata poi in seguito ai bombardamenti su Genova da parte della flotta inglese avvenuti nel 1746 e ancora nel 1814: al suo posto venne edificata a metà Ottocento la Casa dei Capitani.

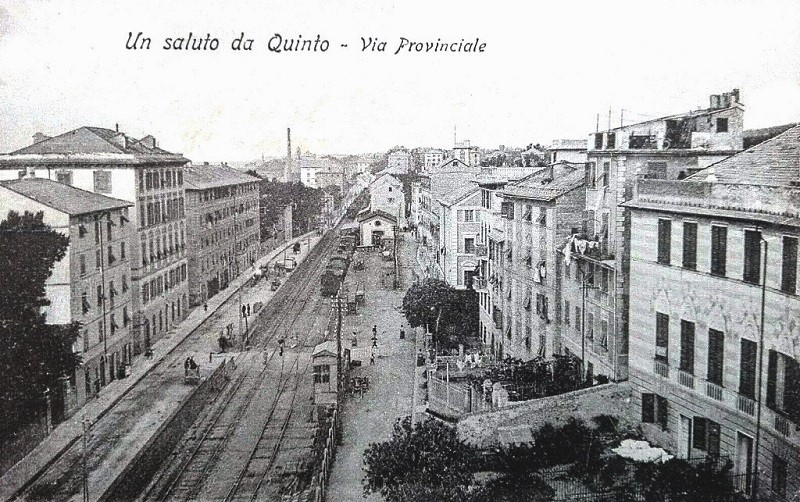
Via Provinciale (odierna via Gianelli) sul finire dell'Ottocento. Si nota l'originario tracciato ferroviario (spostato poi verso monte) e la vecchia stazione.

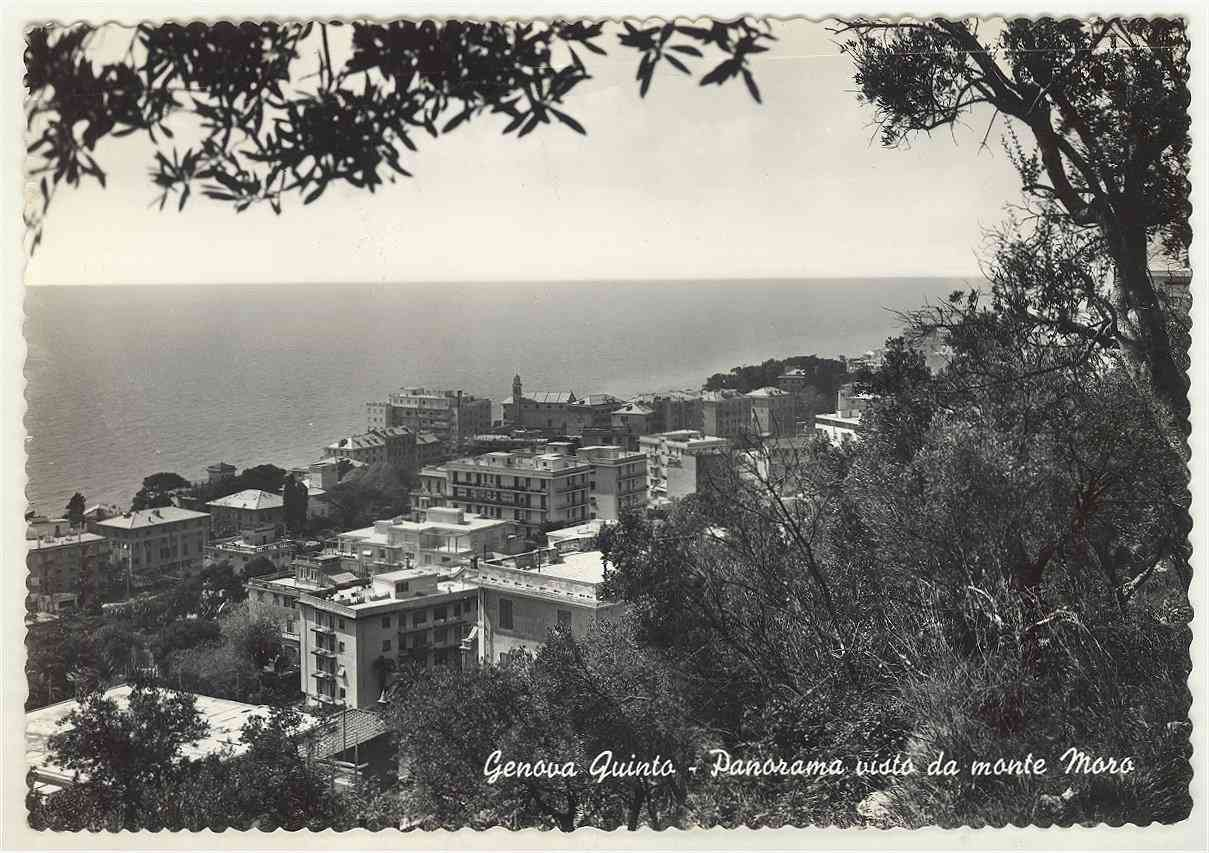
Il quartiere di Quinto in una cartolina degli anni sessanta del Novecento

Il borgo marinaro, durante l'epoca della Repubblica di Genova, ha dato molti dei suoi abitanti alla flotta genovese che nel XVIII secolo imperversava sui mari. Soltanto con il XIX secolo si trasformò in centro armatoriale per la costruzione di velieri mercantili da navigazione costiera. Fu quindi, da quel momento in poi, patria di marinai, alcuni dei quali divenuti famosi, come il "Capitano Allegro", conosciuto con il soprannome di "Corsaro Allegro".
Il quartiere - sorto alle pendici del monte Moro come borgo di pescatori - rivendica i natali di Cristoforo Colombo, anche se le fonti riguardo alla sua nascita sono incerte e spesso contraddittorie. Si parla di una villa nella zona a monte dell'attuale corso Europa, in località Terra Rossa, alle pendici del monte Moro, in cui avrebbero abitato i familiari di Cristoforo Colombo. Il navigatore è rappresentato in un affresco nella locale chiesa parrocchiale di San Pietro, sulla via Antica Romana di Quinto. La chiesa parrocchiale fu, all'inizio dell'Ottocento, sede iniziale dell'attività di santa Paola Frassinetti, a cui è intitolata la piazza su cui prospetta il campanile e il fianco meridionale di essa.
Con gli avventi napoleonici di fine settecento, e la conseguente caduta della repubblica genovese in favore della Repubblica Ligure, la costituita municipalità di Quinto al Mare fu inglobata nel dipartimento del Bisagno (1797) con capoluogo San Martino d'Albaro; l'anno successivo fu inserita nel VI cantone di Nervi della giurisdizione del Bisagno e ancora inserita, dal 1803, nel V cantone di San Martino d'Albaro nella I giurisdizione del Centro. Annesso al Primo Impero francese, dal 13 giugno 1805 al 1814 fu inserito nel Dipartimento di Genova. Con la caduta di Napoleone Bonaparte il congresso di Vienna del 1814 inserì il territorio ligure tra i possedimenti del Regno di Sardegna. A partire dal 1861 il comune di Quinto al Mare fu parte integrante del neo costituito Regno d'Italia. Dal 1859 al 1926 il territorio fu compreso nel II mandamento di Nervi del circondario di Genova facente parte dell'allora provincia di Genova. Con il regio decreto-legge n. 74 del 14 gennaio 1926, nell'ambito della creazione della cosiddetta Grande Genova, il comune fu soppresso e aggregato a quello di Genova, la cui nuova entità amministrativa diventò operativa dal 1º luglio 1926.
La costruzione di corso Europa, avvenuta intorno al 1961, modificò significativamente l'equilibrio del territorio, inducendo l'edificazione di nuclei abitativi più a monte culminata poi, fra il 1986 e il 1992, nella costruzione dell'abitato del Colle degli Ometti.

## Monumenti e luoghi d'interesse

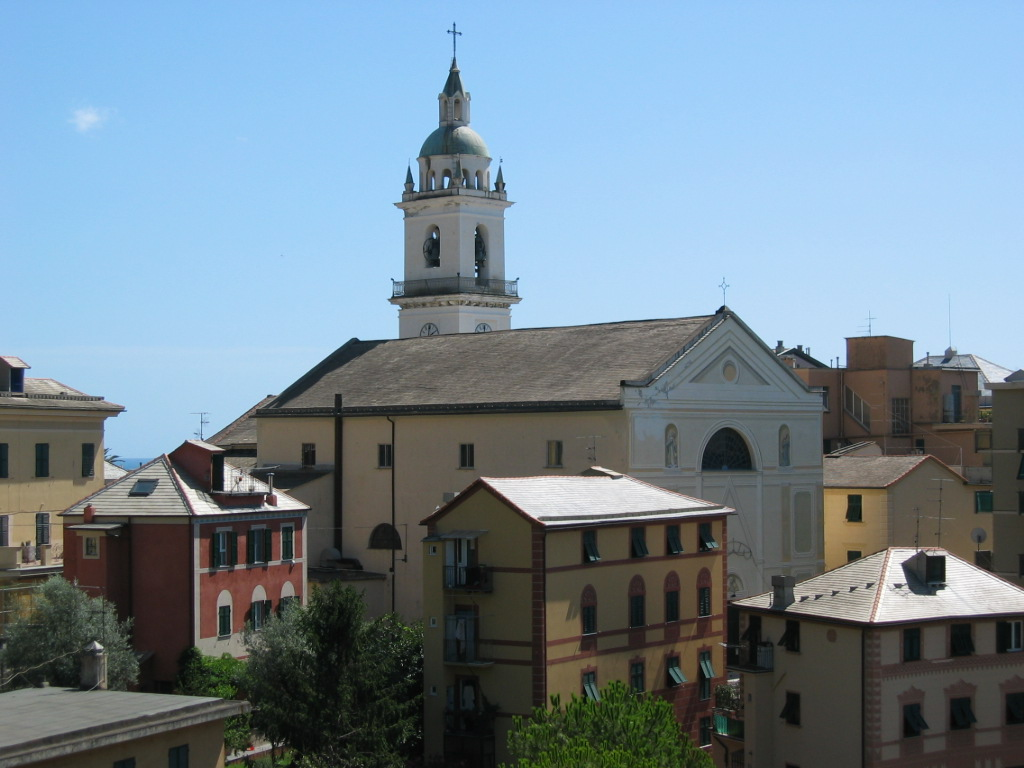
La chiesa parrocchiale di San Pietro

### Architetture religiose
- Chiesa parrocchiale di San Pietro Apostolo. La prima citazione dell'edificio è risalente al 1198, anche se l'attuale impianto strutturale è frutto di un rifacimento avvenuto nel corso del XVIII secolo e ancora nella seconda metà dell'Ottocento. Tra le opere d'arte conservate la tela La pesca miracolosa di Carlo Alberto Baratta e il dipinto della Consegna delle chiavi a san Pietro di Santino Tagliafichi.
- Oratorio di Sant'Erasmo, di origine quattrocentesca ma rifatta e ampliata in secoli successivi.

### Aree naturali

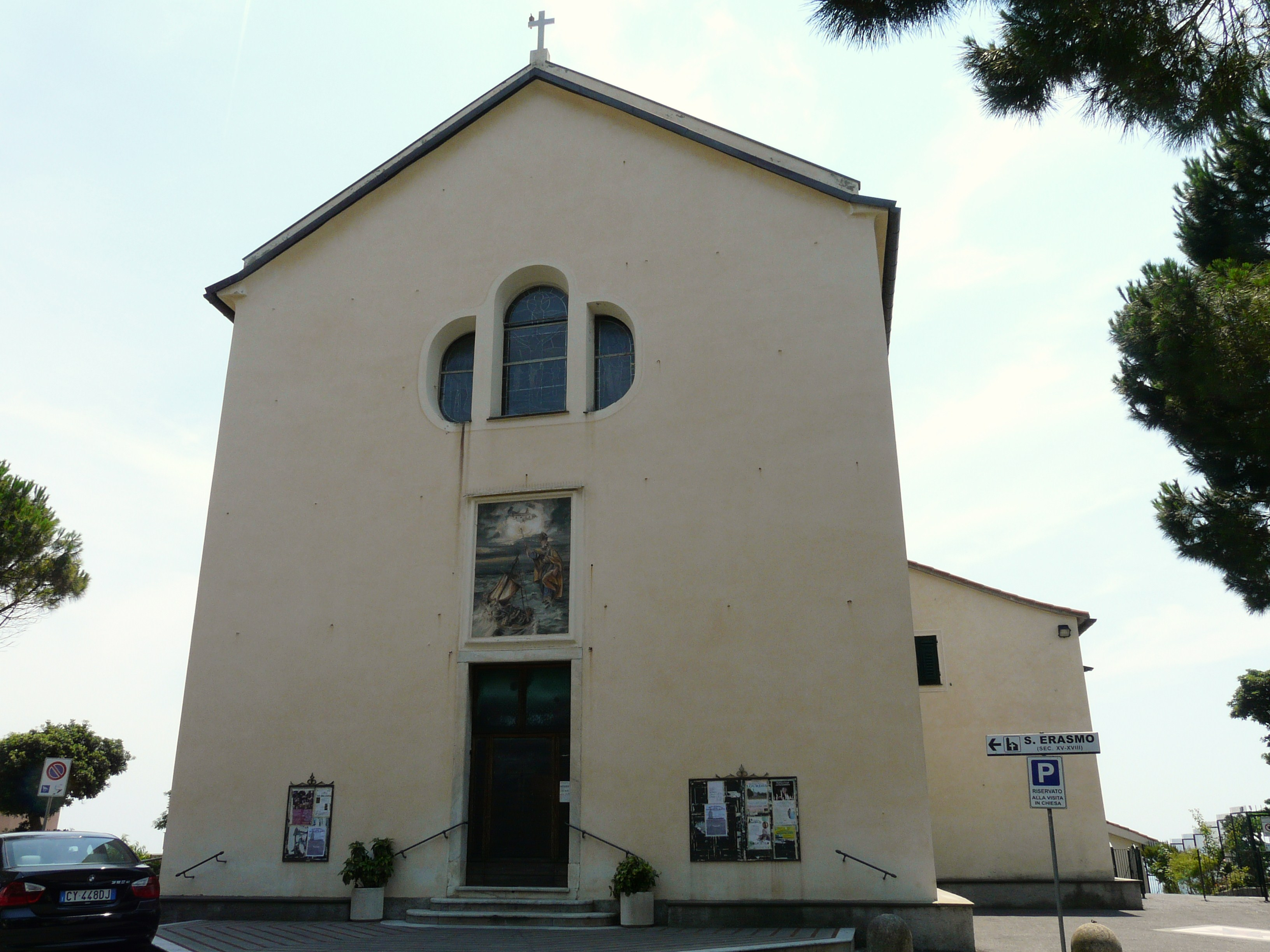
L'oratorio di Sant'Erasmo

Nel territorio di Quinto è presente e preservato un sito di interesse comunitario, proposto dalla rete Natura 2000 della Liguria, per il suo particolare interesse naturale e geologico. Il sito è collocato tra i fondali delle delegazioni genovesi di Boccadasse, Sturla, Quarto dei Mille e Nervi, dove è segnalato un particolare habitat formato da praterie di posidonia oceanica e formazioni coralline. Tra le specie animali sono presenti i pesci: cavalluiccio marino, tordo merlo, Parablennius gattoruggine, bavosa cornuta, tordo grigio, tordo musolungo, tordo pavone.

## Infrastrutture e trasporti

### Ferrovie
È presente una locale stazione ferroviaria che garantisce collegamenti con il centro della città e con la Riviera di Levante. Fino al 1916 tale impianto, denominato semplicemente "Quinto" si trovava nella vicina via Gianelli ed era coadiuvato dalle ulteriori due fermate ferroviarie di Giuncate e Via Argiroffo.

### Mobilità urbana
Il quartiere è collegato al centro di Genova grazie alle linee AMT 15, 17 e 515 che percorrono rispettivamente la strada lungomare e corso Europa. È in funzione, sempre a cura di AMT, il servizio a chiamata Drinbus.